# خشیگ (مغول)
خشیگ در زبان مغولی به نگهبان خانواده سلطنتی در امپراتوری مغول، به ویژه برای حاکمان مانند چنگیز خان و همسرش بورته گفته می‌شود. هدف اصلی آن‌ها این بود که به عنوان محافظ شخصی برای امپراتوران و اشراف مهم دیگر خدمت کنند. آن‌ها به دو گروه تقسیم می‌شدند. نگهبان روز «خشیگ» و نگهبان شب «خشتول» نام داشت. آن‌ها از ارتش منظم مغول متمایز بودند و به جای این‌که به جنگ بروند، وظیفهٔ نگهبانی را انجام می‌دادند. فرمانده والای آن‌ها «چربی» نامیده می‌شد.